# كين موراي (لاعب هوكي الجليد)
كين موراي هو لاعب هوكي الجليد كندي، ولد في 22 يناير 1948 في تورونتو في كندا.

## وصلات خارجية
- كين موراي على موقع دوري الهوكي الوطني (الإنجليزية)
- كين موراي على موقع قاعة مشاهير الهوكي (لاعب أن.إتش.أل) (الإنجليزية)
- كين موراي على موقع EliteProspects.com (الإنجليزية)
- كين موراي على موقع HockeyDB.com (الإنجليزية)
- كين موراي على موقع Hockey-Reference.com (الإنجليزية)